# Harta Berdarah
Harta Berdarah ([harˈta bərˈdarah]; lett. "Tesoro insanguinato") è un film d'azione in bianco e nero del 1940 diretto in coppia da R Hu e Rd Ariffien.
Realizzato nelle Indie orientali olandesi, venne prodotto da Ang Hock Liem per la sua Union Films e interpretato da Zonder e Soelastri. La storia, scritta da Saeroen, è incentrata su di un giovane che tenta di convincere un avaro hadji a essere più caritatevole col prossimo, innamorandosi nel frattempo della figlia.
Distribuita durante la festa islamica della ʿīd al-fiṭr, la pellicola venne pubblicizzata come un «magnifico successo d'azione indonesiana» e, per assicurarsi un cospicuo numero di spettatori, vennero sottolineate le abilità di silat di Zonder e la fama di cantante kroncong di Soelastri. Accolta molto bene dalla critica (che ne lodò la sceneggiatura e le sequenze d'azione) e proiettata con certezza fino al 1944, ora è considerata perduta, come tutte le altre produzioni della Union Films.

## Trama
Nel villaggio di Soekasari, un proprietario terriero hadji di nome Doerachman lascia che un suo scagnozzo, Mardjan, sfratti con la violenza chiunque non è in grado di pagare la decima. Atikah, la figlia del capo, prova a farlo smettere, senza successo.

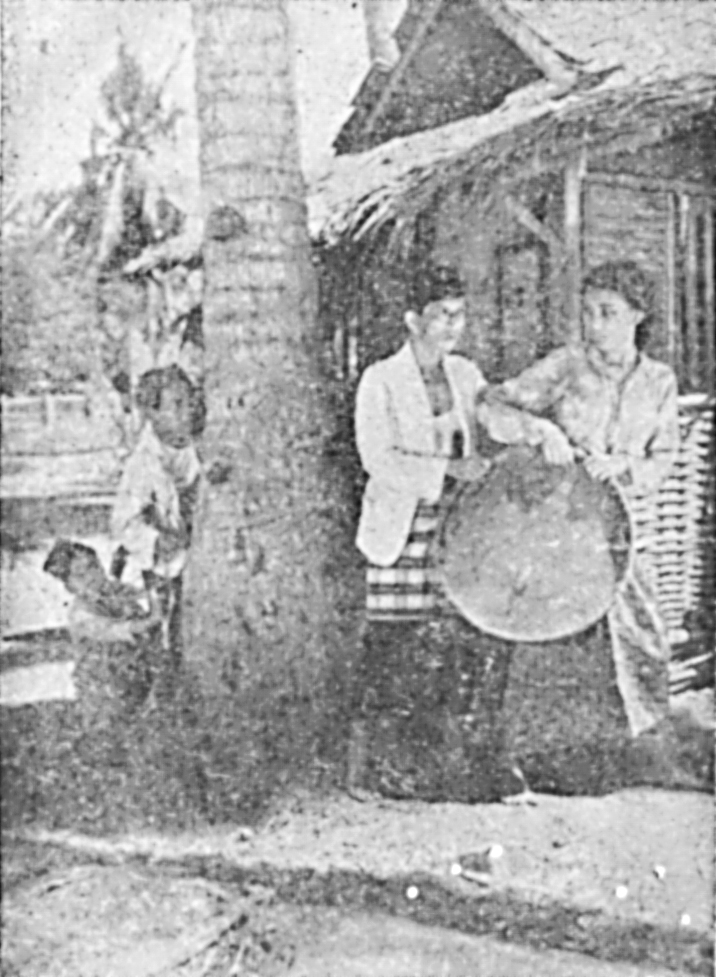
Tjitjih rifiuta delle avance da parte di alcuni scagnozzi di Mardjan

Mardjan e i suoi uomini sbattono fuori di casa Asmadi, sua moglie Tjitjih e la madre malata. Egli tenta di resistere, ma viene rapito e picchiato. Intanto un giovane di nome Rachmat si reca a Soekasari per trovare sua zia ma, trovandosi di fronte a questa terribile situazione, decide di andare a casa di Doerachman e fare in modo che Mardjan si fermi. Questi e i suoi sgherri cercano di farlo fuori, ma egli li combatte, riuscendo vincitore e negoziando la liberazione di Asmadi, che può finalmente ritornare dalla sua famiglia: una volta a casa apprende che sua madre era morta poco dopo lo sfratto; distrutto dal dolore, egli giura vendetta.
Un giorno, Rachmat, che dopo il tafferuglio era andato da sua zia, sente urlare e trova Atikah svenuta dopo aver visto un serpente. Riacquistata conoscenza, ella lo ringrazia per averla soccorsa. Il giovane scopre che è la figlia del capo di Mardjan e sulle prime si pente di averla aiutata; tuttavia, dedicando insieme a lei il proprio tempo al lavoro sociale, inizia a innamorarsene. Doerachman disapprova la loro relazione e rifiuta di finanziare la loro attività; di conseguenza, Atikah prende i gioielli della madre defunta e un po' di soldi per contribuire allo sviluppo del villaggio e va a trovare il giovane, con cui si apparta: i due cantano delle canzoni romantiche, senza accorgersi di Mardjan che li ascolta. Costui, tornando di corsa alla magione del padrone, lo persuade del fatto che Rachmat intenda solo impossessarsi del suo patrimonio e gli propone dunque di darla in moglie a lui. E prima che se ne vada, riesce a ingannare l'hadji, facendo leva sul suo analfabetismo e convincendolo ad apporre il suo sigillo su una lettera.
Atikah si trova da sola in casa, preparandosi al suo matrimonio con Mardjan, mentre Rachmat, appreso dell'inganno, va dal padre di lei e affronta in un secondo scontro Mardjan e i suoi uomini, uscendone nuovamente vittorioso. A questo punto, porta Doerachman nel villaggio dove lui e la ragazza avevano avviato dei programmi di sviluppo economico-sociale a suo nome: infatti gli abitanti non temono il proprietario terriero, ma lo rispettano. Tale rivelazione fa capire all'uomo che accumulare ricchezze per sé stesso soltanto non lo rende felice come usarle per fare beneficenza.
Tutti insieme, accompagnati da Asmadi, tornano celermente a casa, solo per trovare Mardjan e la sua banda seduti tranquilli sulla veranda: egli rivela a Doerachman che la lettera da lui siglata era una dichiarazione con la quale può impossessarsi di tutto il suo patrimonio. Asmadi si infuria e lo attacca mentre Rachmat trattiene gli altri. Dopo un lungo combattimento all'arma bianca, il bruto si incastra nei binari di una ferrovia e viene presto ucciso da un treno che passa. Doerachman allora distrugge la lettera e concede a Rachmat il permesso di sposare Atikah.

## Produzione
La Union Films, fondata nel 1940 a Batavia (ora Giacarta) dagli imprenditori cinesi etnici Ang Hock Liem e Tjoa Ma Tjoen, ottenne un buon riscontro di pubblico e critica con la sua prima produzione, Kedok Ketawa, diretto da Jo An Djan. Costui era però passato alla Populair's Film e così, per realizzare il film successivo, vennero assunti tre nuovi talenti: R Hu, Rd Ariffien e Saeroen. I primi due, incaricati della regia, non avevano mai avuto esperienze in ambito cinematografico, mentre il terzo si era fatto un nome come sceneggiatore, forte dell'enorme successo commerciale di Terang Boelan di Albert Balink (1937) e Fatima dei fratelli Wong (1938), da lui scritti per altri studi. Ariffien reputò che le loro assunzioni fossero spinte dall'interesse della compagnia ad attrarre un pubblico di nativi maggiormente istruito e intellettualizzato.
Harta Berdarah, girato in bianco e nero, è interpretato da Soelastri e Zonder nei ruoli principali e da Moesa, Oedjang, Oesman, Haroen e Abdullah in quelli secondari. Molti di loro, quali Soelastri e Fatimah, avevano già recitato in Kedok Ketawa, e Moesa era un attore ormai navigato che aveva lavorato in altre case di produzione. Zonder, alla sua prima prova da attore, era un artista marziale tradizionale di silat e Soelastri una cantante kroncong, nota con il nome d'arte di Miss Ning: queste loro doti vennero sfruttate nelle sequenze d'azione e di canto della pellicola, che fu musicata dal gruppo di Hugo Dumas Lief Java e fotografata da KH Tjit.

## Distribuzione
Il film venne distribuito nelle sale cinematografiche a fine ottobre 1940, coincidendo con il periodo festivo dellaʿīd al-fiṭr. Negli annunci pubblicitari, nei quali veniva talvolta indicato con il titolo danese Bloedgeld, venne promosso come un «magnifico successo d'azione indonesiana». Una trasposizione letteraria, realizzata dallo stesso Saeroen, fu pubblicata più tardi sempre in quell'anno da Kolff-Buning di Yogyakarta e in essa vennero inseriti molti fotogrammi del lungometraggio come accompagnamento al testo.

## Accoglienza
L'opera venne ben accolta dalla critica: un anonimo recensore del De Indische Courant affermò che era semplice ma ben prodotta, con forti dialoghi e umorismo; un altro giornalista, del Soerabaijasch Handelsblad, la trovò molto diversa dalle precedenti produzioni locali, in cui «un gruppo di persone rigide si muoveva legnosamente ed espelleva suoni inarticolati», e che di fatto la considerava godibile da chiunque, «indonesiani o europei».

## Conservazione

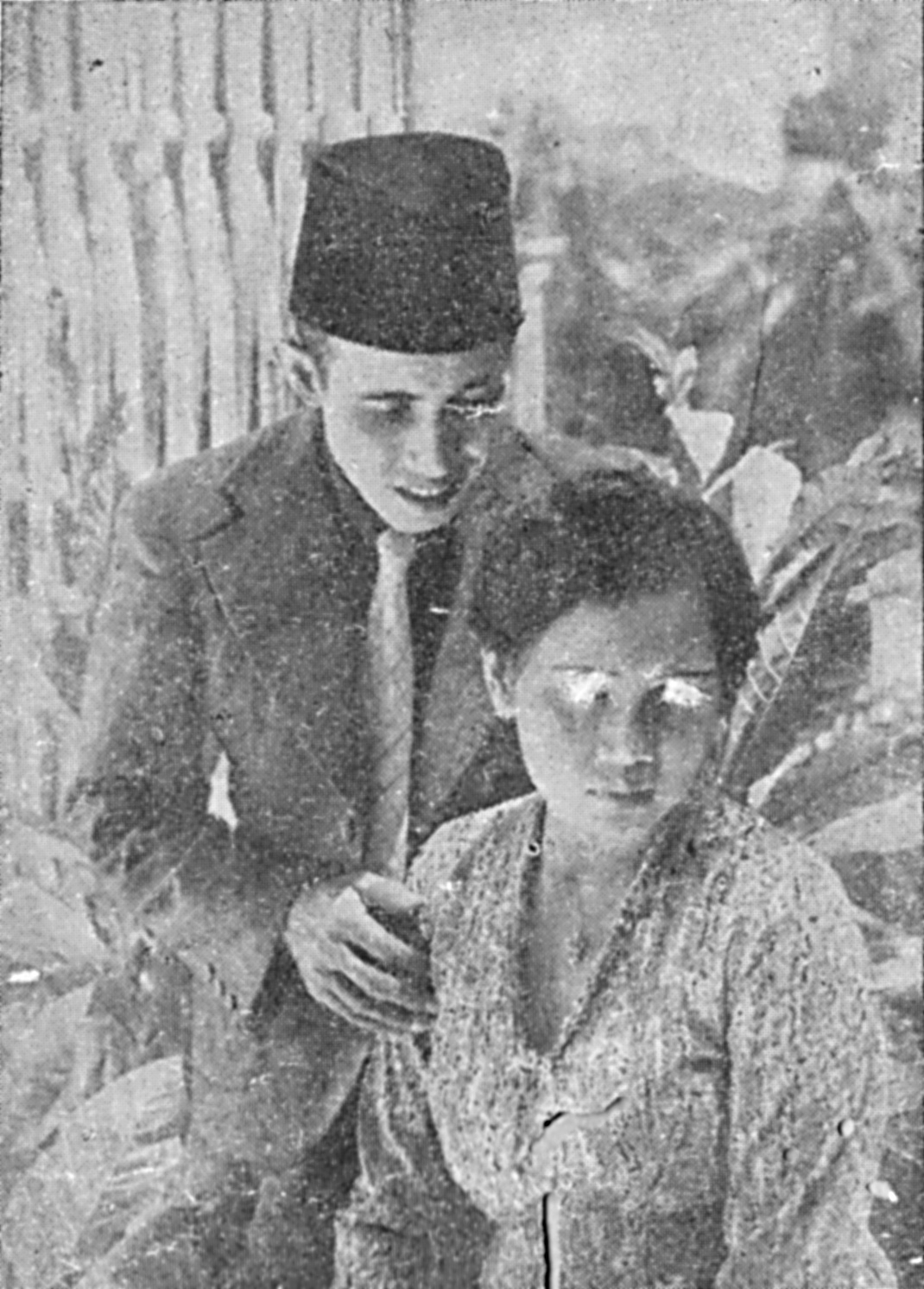
Rachmat e Atikah in una scena d'amore

Dopo Harta Berdarah, la Union Films realizzò altri cinque film (fino alla sua chiusura forzata nel marzo 1942 a seguito dell'occupazione da parte del Giappone delle Indie orientali olandesi). Due di questi, ovvero Asmara Moerni e Wanita dan Satria, avrebbero visto Ariffien e Saeroen rinnovare la loro collaborazione, prima del loro passaggio alla concorrente Star Film nel tardo 1941. Gli altri lungometraggi invece furono girati da R Hu, a parte l'ultimo, Mega Mendoeng, di Boen Kim Nam. Gran parte del cast rimase con lo studio per diverse produzioni: Zonder e Soelastri ad esempio comparvero nel successivo Bajar dengan Djiwa (1941).
Le ultime proiezioni del lungometraggio sono datate a luglio 1944 e si ritiene che esso sia perduto, dato che tutti i film dell'epoca erano stati girati su pellicole di nitrato di cellulosa infiammabili, che vennero deliberatamente eliminate dagli studi dopo che un incendio distrusse buona parte del magazzino della Produksi Film Negara, tra il 1952 e il 1953. Di fatto l'antropologo visuale statunitense Karl G. Heider suggerì che ogni opera cinematografica indonesiana realizzata prima degli anni cinquanta sia ormai da considerarsi irrecuperabile. Tuttavia, lo storico del cinema JB Kristanto, nel suo Katalog Film Indonesia 1926-1995, riporta che diverse opere sopravvissero negli archivi della Sinematek Indonesia e il collega Misbach Yusa Biran aggiunge, scrivendo nel suo saggio Sejarah Film 1900–1950: Bikin Film di Jawa del 2009, che a salvarsi furono numerosi film di propaganda giapponesi, sfuggiti al Servizio informazioni del governo olandese.